# Саксман (Аляска)
Саксман (англ. Saxman) — город на острове Ревильяхихедо в боро Кетчикан-Гейтуэй на юго-востоке Аляски, США. По данным переписи 2010 года, в городе проживало 411 человек. К северо-западу от Саксмана расположен более крупный город Кетчикан.

## География
По данным Бюро переписи населения США, город имеет общую площадь 2,5 км.

## Демография
По данным переписи населения, в 2000 году в городе проживал 431 человек. Плотность населения составляла 166,4 чел./км².
В городе проживало 127 семей, из которых 35,4 % имели детей в возрасте до 18 лет, проживающих с ними, 44,1 % составляли супружеские пары, живущие вместе, ещё 29,1 % не имели семьи.
30,41 % населения составили белые американцы, 0,73 % — афроамериканцы, 50,61 % — коренные американцы, 0,49 % — азиаты, 4,14 % составили испанцы или латиноамериканцы.